# Расмуссен, Ларс Лёкке
Ларс Лёкке Расмуссен (дат. Lars Løkke Rasmussen; род. 15 мая 1964, Вайле, Южная Дания, Дания) — датский государственный и политический деятель. Лидер партии Умеренные. Министр иностранных дел Дании с 15 декабря 2022 года. В прошлом — премьер-министр Дании (2009—2011, 2015—2019).
На выборах 18 июня 2015 года он одержал победу над Хелле Торнинг-Шмитт и снова занял должность премьер-министра страны.
Расмуссен был членом Фолькетинга с 21 сентября 1994 года. Он также занимал пост мэра графства Фредериксборг с 1998 по 2001 годы. Впоследствии он был министром внутренних дел и здравоохранения с 27 ноября 2001 по 23 ноября 2007 года в составе первого и второго кабинетов Андерса Фога Расмуссена, а затем министр финансов с 23 ноября 2007 года по апрель 2009 года в составе третьего кабинета Андерса Фога Расмуссена. 5 апреля 2009 года он сменил Андерса Фог Расмуссена на посту премьер-министра после назначения последнего генеральным секретарем НАТО.
На всеобщих выборах 2011 года правительство потеряло своё парламентское большинство, и Расмуссен подал заявление об отставке правительства королеве Маргрете II. Его сменила Хелле Торнинг-Шмидт от социал-демократов 3 октября 2011 года. На всеобщих выборах 2015 года правые партии вернули себе большинство в Фолькетинге. Расмуссен снова стал премьер-министром и в том же месяце сформировал свой второй кабинет. Этот кабинет состоял исключительно из членов Венстре, но в ноябре 2016 года на него оказали давление, чтобы он также включил членов Либерального альянса и Консервативной народной партии, сформировав его третий кабинет.
6 июня 2019 года он ушёл в отставку с поста премьер-министра после всеобщих выборов, на которых его правительство потерпело поражение. Однако он продолжал возглавлять временное правительство до тех пор, пока новое правительство не было сформировано и приведено к присяге. Это было завершено 27 июня 2019 года, и на посту премьер-министра Расмуссена сменила Метте Фредериксен. 31 августа 2019 года он ушёл с поста председателя Венстре.

## Биография
Член либерально-консервативной партии Венстре. Депутат датского парламента с 1994 года.
Министр внутренних дел и здравоохранения в 2001—2007 годах. Министр финансов в 2007—2009 годах. После отставки Андерса Фог Расмуссена с поста премьер-министра Дании, в связи с его избранием на пост Генерального секретаря НАТО Ларс Лёкке Расмуссен возглавил датское правительство.
Женат на фарерке Соулрун Якупсдоттир Лёкке Расмуссен (урожд. Якупсдоттир Петерсен), у них трое детей. Помимо родного датского, владеет английским, немецким и фарерским языками.

## Политическая карьера

### Председательство в Левом Венстре и миссия в Афганистане
Ларс Лёкке Расмуссен был председателем молодежного отделения Венстре с 1986 по 1989 год. Одной из его инициатив было создание альтернативы операции Dagsvrk - ежегодной однодневной кампании по сбору средств для старшеклассников, собирающих деньги для стран третьего мира — после операции Dagsvrk. в то время ее возглавляли члены Датской коммунистической молодежи. Кампания Расмуссена была поддержана молодежным отделением партии и собрала 600 000 датских крон, которые были потрачены на школьное оборудование в оккупированном Советским Союзом Афганистане. Ларс Лёкке Расмуссен возглавил датскую делегацию в Афганистан, доставляя собранные средства, и на фотографии, сделанной фотографом Йорном Стьернекларом, запечатлены он и два других члена делегации, замаскированные под афганцев. На другом фото он держит АК-47 и стоит вместе с тремя моджахедами. Фотографии вызвали много внимания средств массовой информации в Дании после участия Дании в войне в Афганистане и особенно после того, как Расмуссен поднялся в рейтинге Венстре.

### Мэр графства и заместитель председателя Венстре
Расмуссен был избран заместителем председателя Венстре в 1998 году, когда Андерс Фог Расмуссен занял пост лидера партии после Уффе Эллеманн-Енсена. В 1998 году он был избран мэром графства Фредериксборг и занимал эту должность до 2001 года, когда он вошел в состав первого кабинета Фога Расмуссена.

### Министр внутренних дел и здравоохранения
Ларс Лёкке Расмуссен занимал пост министра внутренних дел и здравоохранения в период с 2001 по 2007 год, пока он не был назначен министром финансов в 2007 году. Он отвечал за переговоры по соглашению 2002 года между Венстре, консерваторами, социал-демократами и Датской народной партией, направляя пациентов в государственные больницы право выбора частной больницы при условии, что государственная больница не смогла пролечить пациента в течение двух месяцев. В 2007 году этот срок был снижен до одного месяца. С 2002 года правительство выделило дополнительные средства, предназначенные для сокращения очереди в больницах Национальной службы здравоохранения, грант, который в средствах массовой информации иногда называют Løkkeposen (каламбур на датском слове lykkepose, обозначающем мешок с вкусностями). Он также представлял правительство во время переговоров о реформе системы, согласно которой более богатые муниципалитеты переводят часть своих налоговых доходов в более бедные муниципалитеты.

### Муниципальная реформа 2007 года
В качестве министра внутренних дел и здравоохранения Ларс Лёкке Расмуссен возглавил муниципальную реформу, которая сократила 271 муниципалитет Дании до 98, упразднила 14 округов и заменила их пятью регионами.

### Министр финансов
После того, как тогдашний премьер-министр Андерс Фог Расмуссен выиграл свое второе переизбрание в 2007 году, он создал свой третий кабинет, в котором Ларс Лёкке Расмуссен был назначен министром финансов. Это было воспринято как чёткий индикатор того, что Расмуссен был следующим в очереди за Фогом в качестве лидера Венстре и премьер-министра, когда Фог уйдёт из датской политики. В качестве министра финансов Ларс Лёкке Расмуссен вёл переговоры о средствах для банков, пострадавших от мирового финансового кризиса.

### Налоговая реформа 2009 года
В феврале 2009 года Ларс Лёкке Расмуссен был главным переговорщиком по политическому соглашению о крупной налоговой реформе, воплощающей в жизнь амбиции правительства по снижению подоходного налога и увеличению налогов на загрязнение. Реформа, по словам Ларса Лёкке Расмуссена, стала самым большим снижением предельной ставки налога с момента введения подоходного налога в 1903 году. Оппозиция обвинила ее в том, что она исторически перекосилась в сторону тех, у кого есть работа с высокими доходами, и мало давала тем, кто с низкими доходами.

## Премьер-министр Дании

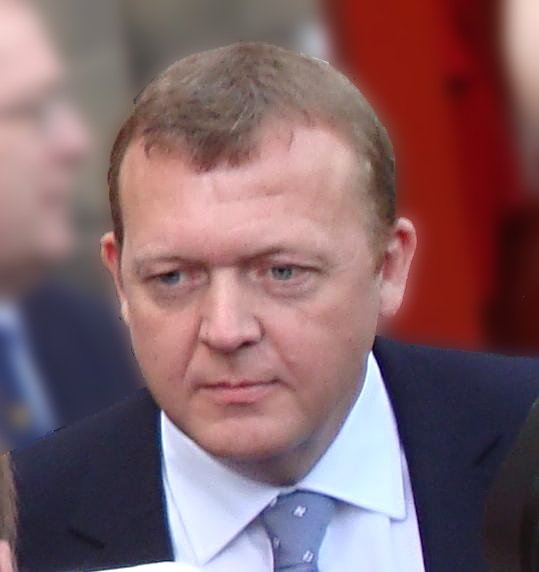
Расмуссен у дворца Амалиенборг сразу после его назначения королевой Маргрете премьер-министром.

4 апреля 2009 года НАТО решило, что премьер-министр Андерс Фог Расмуссен заменит Япа де Хоп Схеффер на посту генерального секретаря НАТО. В тот же день Андерс Фог Расмуссен заявил, что уйдет в отставку с поста премьер-министра 5 апреля 2009 года. Таким образом, как заместитель крупнейшей партии в правительстве Ларс Лёкке Расмуссен занял пост премьер-министра Дании. Опрос общественного мнения, опубликованный в день поглощения Ларса Лёкке Расмуссена, показал, что датчане считают, что он победил Хелле Торнинг-Шмидт только как человека, который лучше всего подходит для выведения Дании из финансового кризиса, и что Торнинг-Шмидт больше подходит для борьбы с безработицей, сокращения очередей в больницах, обеспечения общества благосостояния будущего и представления Дании на международном уровне. 7 апреля 2009 года Ларс Лёкке Расмуссен объявил о новом составе министров в своем кабинете.

### COP15 — декабрь 2009 года
Ларс Лёкке Расмуссен подвергался резкой критике со многих сторон за то, как он руководил руководством COP15.
На первом заседании секции высокого уровня саммита, возглавляемой Ларсом Лёкке Расмуссеном, ряд стран выразили протест против ведения датскими переговорами. «Мы не можем продолжать говорить о процедуре. Мы должны двигаться вперед. Мир ждет нас», — сказал Ларс Лёкке Расмуссен, отвечая на критику переговоров под руководством Дании со стороны нескольких стран, которые считали их недемократическими.
Многие развивающиеся страны сочли это заявление высокомерным. Процедура — главный элемент переговоров ООН. «Это не о процедуре. Это о содержании. Мы заявили, что результаты в Копенгагене должны быть представлены в двух текстах. Нельзя просто представить текст, вытащенный из облаков», — ответил китайский делегат в зале.
Станислав Лумумба Ди-Апинг, главный переговорщик от организации Г77 развивающихся стран, перекрестно исследовал, что именно имел в виду Расмуссен, когда заявлял, что председатели переговорных групп должны быть «людьми, которым мы доверяем». Критику канцелярии премьер-министра поддержали Китай, Индия и Бразилия. Последний считался союзником датской делегации.
Международная пресса также резко критиковала премьер-министра и канцелярию премьер-министра. Корреспондент BBC по климату заявил: «Согласно всем моим источникам, канцелярия премьер-министра находится на грани краха. У них нет ни методов работы, ни дипломатического опыта, необходимого для того, чтобы заранее спланировать её. Эд Милибэнд, секретарь Великобритании Государства по вопросам энергетики и изменения климата, было сказано, что «Дания делает разумную работу».

### Сокращение бюджета

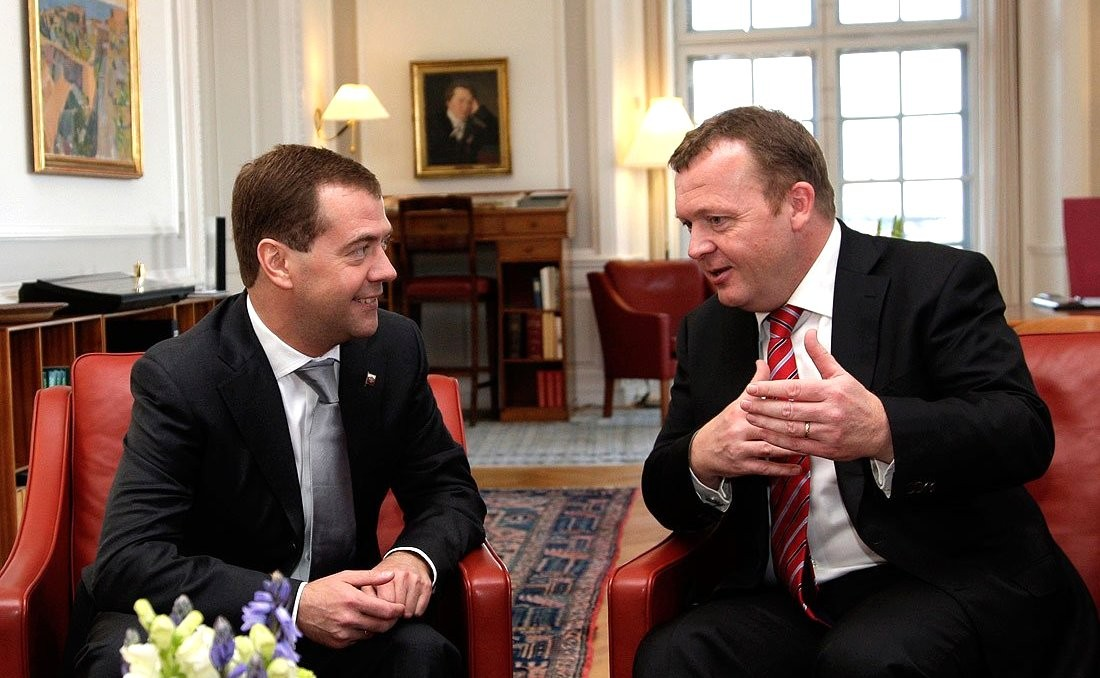
Ларс Лёкке Расмуссен и президент России Дмитрий Медведев в кабинете премьер-министра в Кристиансборге в Копенгагене, Дания, 28 апреля 2010 года

В мае 2010 года правительство Расмуссена объявило о значительном сокращении расходов и мерах, направленных на увеличение доходов, в частности, на страхование по безработице (максимальное сокращение с четырех лет до двух), иностранную помощь (сокращение с 0,83% ВВП до 0,76%), сокращение алиментов на детей. платежи и различные налоговые реформы, направленные на увеличение доходов. Сокращения были направлены на то, чтобы сэкономить правительству 24 миллиарда датских крон.

### Выборы 2011 года
Расмуссен возглавил Венстре на парламентских выборах в сентябре 2011 года. Он стремился продлить мандат правой коалиции, находившейся у власти с 2001 года. Хотя его партия получила место, оппозиционные партии вместе получили больше мест, чем партии, поддерживающие действующее правительство. 16 сентября 2011 года Расмуссен подал заявление об отставке правительства королеве Маргрете. Он оставался на посту главы временного правительства, пока 3 октября 2011 года не была назначена его преемница Хелле Торнинг-Шмидт.

### Выборы 2015 года и возвращение в правительство

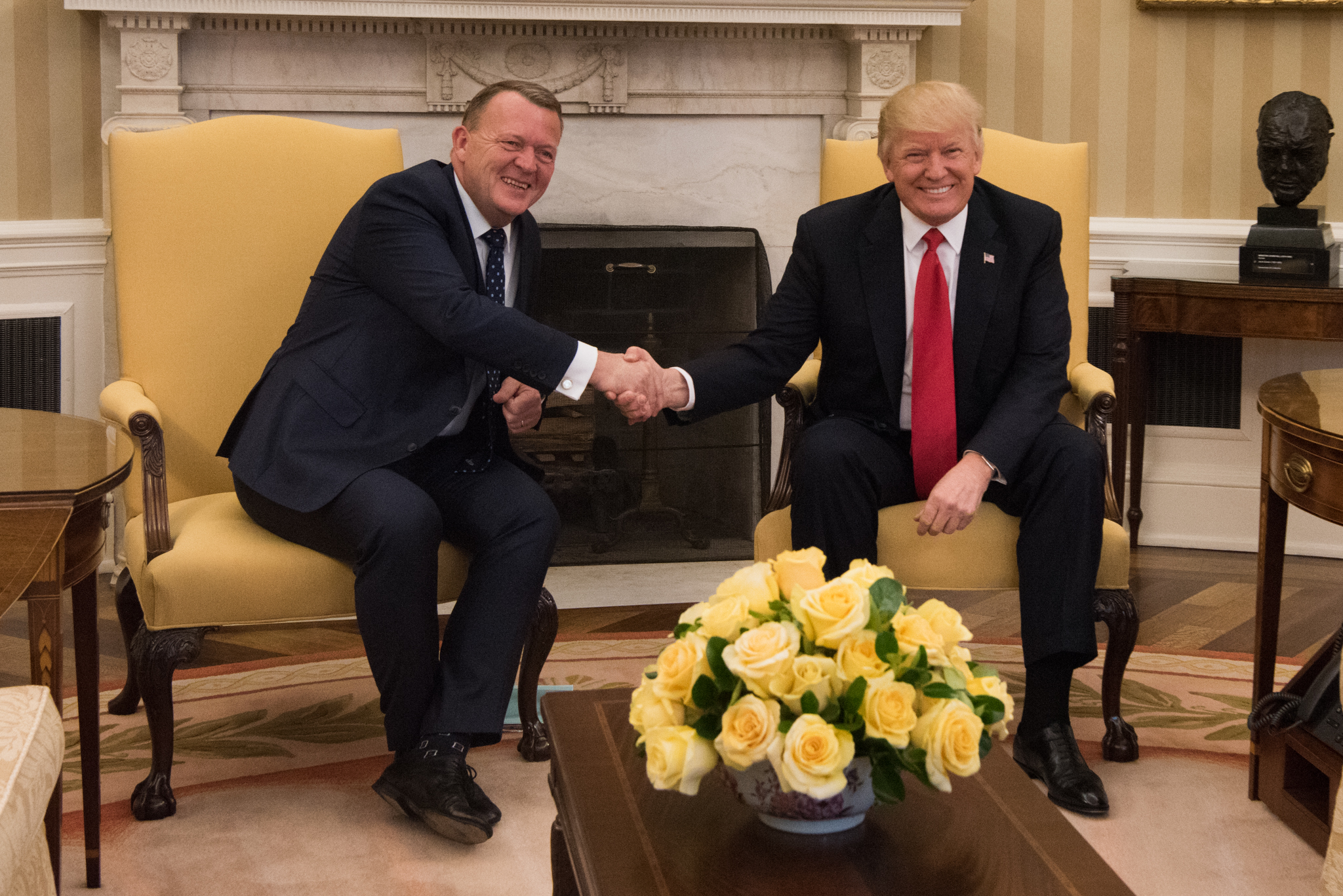
Расмуссен с президентом США Дональдом Трампом, Вашингтон, округ Колумбия, 30 марта 2017 года

Расмуссен возглавил Венстре на всеобщих выборах в июне 2015 года. Его «Синий блок» победил на жестких выборах, на которых его партия заняла третье место в общем зачете, выиграв Расмуссену возможность сформировать правительство.
Все члены второго кабинета Ларса Лёкке Расмуссена, состоящего исключительно из членов Венстре, были приведены к присяге 28 июня 2015 года в датском парламенте. По состоянию на июль 2015 года его кабинет состоит из семнадцати министров.
В 2015 году Расмуссен отверг характеристику Дании сенатором США Берни Сандерсом как социалистической, отметив, что в стране существует рыночная экономика.
28 ноября 2016 года Расмуссен представил Кабинет Ларса Лёкке Расмуссена III, в который вошли члены Венстре, Консервативной народной партии и Либерального альянса.
31 мая 2018 года было объявлено, что Дания запретит закрывать лицо фатой.

### Всеобщие выборы 2019 года
Хотя Венстре добился наибольших успехов среди всех партий на всеобщих выборах 2019 года, поддержка Датской народной партии и Либерального альянса рухнула, что стоило Расмуссену большинства. Несомненно, в ночь выборов Расмуссен признал поражение «красному блоку» под руководством социал-демократов Метте Фредериксен. 6 июня 2019 года он объявил о своей отставке. 31 августа 2019 года Расмуссен подал в отставку с поста председателя партии Венстре после нескольких недель давления со стороны членов партии.

### Новая партия
В июне 2021 года он основал новую партию — Умеренные, которая на выборах 2022 года получила около 9% голосов и заняла третье место.

### Министр иностранных дел
15 декабря 2022 года Расмуссен занял пост главы Министерства иностранных дел Дании в составе нового коалиционного правительства, сформированного по итогам парламентских выборов в ноябре 2022 года.

## Споры
Расмуссена несколько раз обвиняли в трате денег налогоплательщиков на себя и свою семью. Весной 2008 года средства массовой информации — в основном датский таблоид Ekstra Bladet — обвинили его в том, что на его официальные счета были начислены значительные расходы, которые он должен был оплатить сам, например рестораны, сигареты, такси и отели, как мэр графства, так и министр. Все это было хорошо задокументировано, по словам нескольких независимых источников СМИ, хотя все обвинения были сняты, и судебное разбирательство не проводилось. Это было то, что соответствовало правилам вечеринки Венстре. В мае 2007 года Экстра Бладет снова обвинил Расмуссена в том, что его министерство оплатило номер в отеле в Копенгагене It was something that was according to the rules of the party Venstre., когда он в частном порядке посетил концерт Пола Маккартни в Хорсенсе в 2004 году. Поскольку многие серьезные скандалы вокруг Расмуссена были доведены до сведения общественности , Венстре пострадал в опросах.
В 2013 году Глобальный институт зелёного роста (GGGI) подвергся критике со стороны двух стран-членов за его финансовое управление: Норвегия удержала 10 миллионов долларов в виде пожертвований, сославшись на чрезмерные расходы на авиабилеты и питание бывшего председателя Совета GGGI Ларса Лёкке Расмуссена, а также Норвегию и Данию. потребовал аудита финансов организации перед возобновлением поддержки на 2014 год. Расмуссена как председателя обвинили в жадности, в то время как другие члены GGGI не были обвинены.
В 2018 году жену Расмуссена собирались уволить, и ее вызвали на встречу с руководителем школы, в которой она работала. Расмуссен, как гражданский заседатель его жены, прибыл на встречу вместе со своими телохранителями. Его жену уволили на митинге. Дело вылилось в критику, потому что позиция Расмуссена как премьер-министра могла быть воспринята как неуместное давление на руководителя школы, и на подобных собраниях обычно представитель профсоюзов выполняет функции гражданского заседателя.

## Награды
- Дания:
  -  Командор 1 класса ордена Данеброг (2009)[37][38][39][40][41]

### Иностранные награды
- Бельгия:
  -  Большой крест ордена Короны (2017) [37]
- Франция:
  -  Большой крест ордена «За заслуги» (2018)
- Греция:
  -  Большой крест Орден Феникса (2009)[39][40][41]
- Исландия:
  -  Большой крест ордена Сокола (2017)[38]
- Мексика:
  -  Большой крест специального класса ордена Ацтекского орла (2016)
- Республика Корея:
  -  Большая медаль Кванхва Орден «За дипломатические заслуги» (2011)[39][40]
- Украина:
  -  Орден «За заслуги» I степени (4 сентября 2023 года, Украина) — за весомый личный вклад в укрепление межгосударственного сотрудничества, поддержку государственного суверенитета и территориальной целостности Украины, популяризацию Украинского государства в мире[42]